# Friedrich Düsterdieck
Friedrich Hermann Christian Düsterdieck (* 14. Juli 1822 in Hannover; † 23. April 1906 ebenda) war ein deutscher evangelisch-lutherischer Theologe und langjähriges Kirchenleitungsmitglied in Hannover.

## Leben
Düsterdieck besuchte das Gymnasium in Holzminden und studierte ab 1840 in Göttingen Theologie. Dort stand er unter dem Einfluss Friedrich Lückes. 1846 wurde er Repetent am Theologischen Stift in Göttingen, 1848 Studiendirigent am Predigerseminar in Hannover, 1854 Pastor in Schwicheldt bei Peine, 1858 Studiendirektor im Kloster Loccum, 1865 Konsistorialrat und 1872 Oberkonsistorialrat in der Hannoverschen Landeskirche, 1868 zugleich außerordentliches und 1879 ordentliches Mitglied des Landeskonsistoriums. Seit 1885 verwaltete er außerdem noch das Amt eines Generalsuperintendenten von Osnabrück-Hoya-Diepholz. 1900 trat er in den Ruhestand.

## Werke
- De rei propheticae in Vetere Testamento quum universae tum Messianae natura ethica, Göttingen 1852
- Die drei johanneischen Briefe, 3 Bde., Göttingen 1852 ff.
- Kritisch exegetisches Handbuch über die Offenbarung Johannis, Göttingen 1859 (²1865, ³1877, ⁴1887)
- Hoffnung, Freude und Schmerz. Beiträge zur christlichen Ethik, Hannover 1877
- Die Revision der lutherischen Bibelübersetzung, zur Verständigung der Kirchengemeinen, 1882